# Valentina Tsybulskaya
Valentina « Valya » Ivanovna Tsybulskaya, en biélorusse : Валентина Ивановна Цыбульская, née le 9 février 1968 à Rostov-sur-le-Don, est une athlète biélorusse spécialiste des épreuves de marche athlétique. 

## Carrière

### Palmarès
| Date | Compétition              | Lieu             | Épreuve              | Résultat |
| ---- | ------------------------ | ---------------- | -------------------- | -------- |
| 1996 | Jeux olympiques          | Atlanta          | 10 kilomètres marche | 8e       |
| 1997 | Championnats du monde    | Athènes          | 10 kilomètres marche | 3e       |
| 2000 | Coupe d'Europe de marche | Eisenhüttenstadt | 20 kilomètres marche | 8e       |
| 2001 | Coupe d'Europe de marche | Dudince          | 20 kilomètres marche | 8e       |
| 2001 | Championnats du monde    | Edmonton         | 20 kilomètres marche | 2e       |
| 2003 | Championnats du monde    | Paris            | 20 kilomètres marche | 3e       |

### Records
| Épreuve              | Performance     | Lieu             | Date         |
| -------------------- | --------------- | ---------------- | ------------ |
| 10 kilomètres marche | 42 min 06 s     | Eisenhüttenstadt | 8 mai 1999   |
| 20 kilomètres marche | 1 h 28 min 10 s | Paris            | 24 août 2003 |